# Бојан Филиповић
Бојан Филиповић (1. јануар 1976) је српски пензионисани фудбалер.
Прославио се играјући у домовини са ФК Обилићем од 1999. до 2003. године, постигавши 40 првенствених голова у 118 наступа. Затим је провео четири године у аустријском клубу ФК Штурм од 2003. до 2007. године, уписао је 98 лигашких наступа и постигао 19 голова.

## Статистика
| Клуб   | Сезона  | Лига    | Лига   |
| Клуб   | Сезона  | Наступи | Голови |
| ------ | ------- | ------- | ------ |
| Обилић | 1999–00 | 29      | 2      |
| Обилић | 2000–01 | 32      | 18     |
| Обилић | 2001–02 | 31      | 13     |
| Обилић | 2002–03 | 26      | 7      |
| Обилић | Укупно  | 118     | 40     |